# Bill Hayton
Bill Hayton là một ký giả làm việc cho BBC News, và cũng là một nhà nghiên cứu tại Viện Chatham House , một think tank về chính trị quốc tế tại Luân Đôn. Ông từng là phóng viên BBC tại Hà Nội vào năm 2006, 2007 . Năm 2010 ông cho xuất bản cuốn sách về Việt Nam mang tên "Việt Nam: Con rồng đang lên" (Vietnam: Rising Dragon). Đến năm 2014 ông lại cho ra đời một cuốn sách khác với tựa "Biển Đông: Cuộc tranh đấu giành quyền lực ở Á châu" (The South China Sea: The Struggle for Power in Asia), một cuốn mà ra đúng vào thời Trung Quốc đang có xung đột nhiều ở Biển Đông với Việt Nam (Vụ giàn khoan Hải Dương 981) và Philippines.

## Tiểu sử
Bill Hayton tốt nghiệp tại đại học Cambridge năm 1990 . Ông làm việc như là một ký giả truyền thanh và truyền hình từ năm 1995 và cho đài BBC từ năm 1998. Ông tập trung vào các đề tài Đông Nam Á, nhất là sau khi làm việc như là phóng viên đài BBC tại Việt Nam 2006-7. Ngoài ra ông cũng có viết nhiều bài cho The Times, Financial Times, Foreign Policy, National Interest and The Diplomat. Trước khi tới làm việc ở Việt Nam, ông đã từng tường thuật từ Âu Châu và Trung Đông bao gồm các nước Ba Tư, Yemen và Balkan.
Ông từng được Học viện Ngoại giao Việt Nam mời vào dự hội thảo về Biển Đông tại Việt Nam nhưng không được Bộ Công an Việt Nam cấp visa, mặc dù Học viện Ngoại giao đã cố gắng tìm giải pháp và Đại sứ quán Anh ở Hà Nội cũng cố gắng giúp đỡ. Hayton cho là lý do duy nhất là vì nội dung cuốn sách 'Vietnam: rising dragon' (Việt Nam: con rồng trỗi dậy).

## Nhận xét
- Trong cuốn "Việt Nam: Con rồng đang lên" Hayton phê bình về tình trạng chính trị ở Việt Nam:

| “ | "Để Việt Nam có thể gia nhập hàng ngũ các con hổ kinh tế, nó cần phải được tháo xiềng xích về tự do phát biểu. Nó có thể gây rắc rối trong ngắn hạn nhưng cuối cùng nó sẽ tránh được nhiều gấp bội." | ” |